# アウトバーン 573
アウトバーン 573（ドイツ語: Bundesautobahn 573, BAB 573 または A 573）はドイツの高速道路、アウトバーンの一路線である。
A 61からバート・ノイェンアールへ繋がっている。橋を伴ったリンツ・アム・ラインへの延長が計画されているが、当面2車線のドイツ連邦道路266号線となっている。
もともとA 573は、A 31の南側終端として計画されていた。

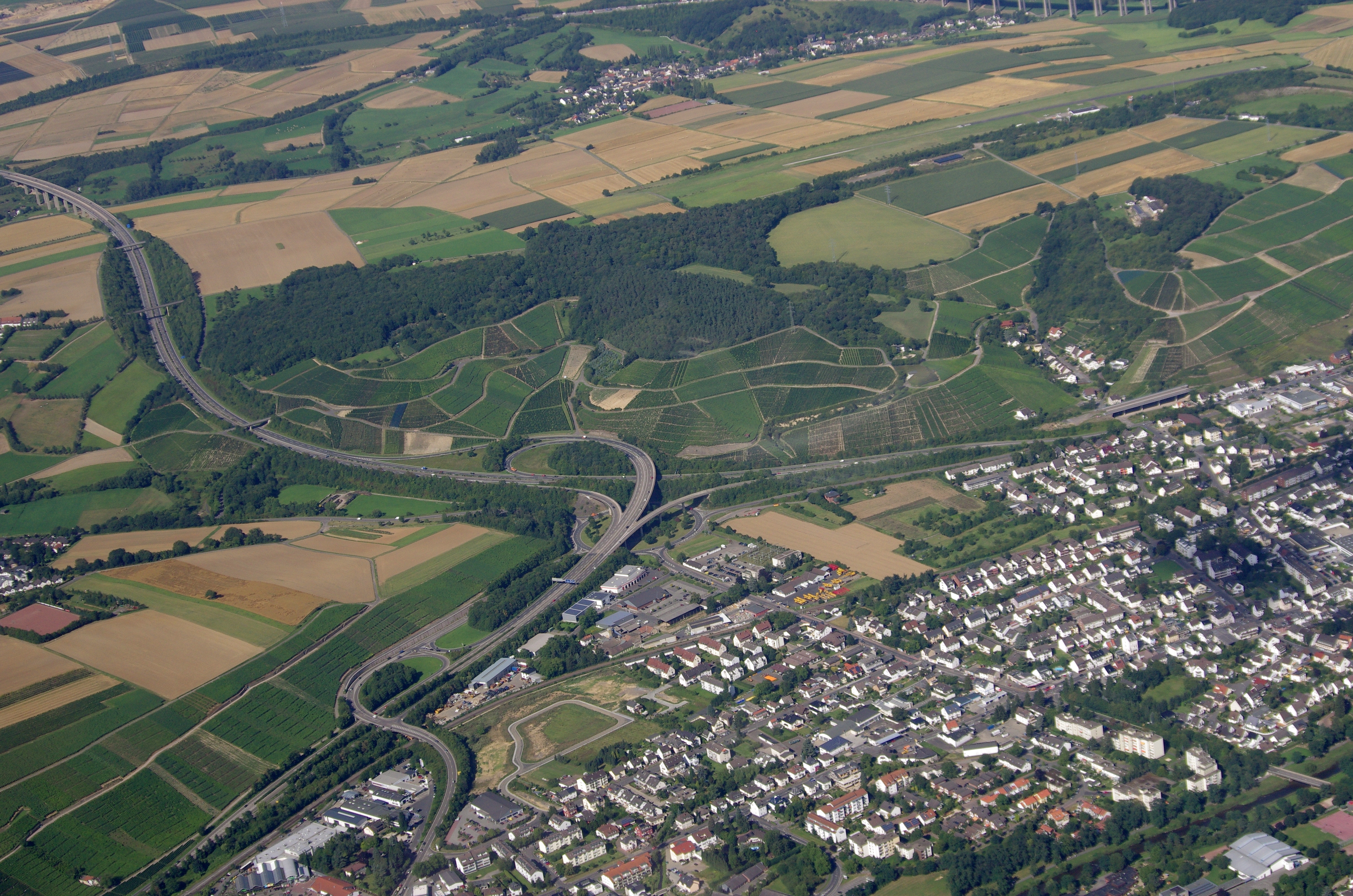
A 573, B 267およびB 266の合流地点